# کیلیان پاتور
کیلیان پاتور (فرانسوی: Kilian Patour‎؛ زادهٔ ۲۰ سپتامبر ۱۹۸۲) دوچرخه‌سوار اهل فرانسه است.